# Dungeon Siege
Dungeon Siege, это компьютерная игра жанра Action RPG, разработанная Gas Powered Games и опубликованная Microsoft 5 апреля 2002 года для Microsoft Windows и в следующем году для MacOS. Действие игры происходит в псевдосредневековом королевстве Эйб. По сюжету, игрок управляет фермером, который должен предупредить соседний город о вторжении расы врагов — Крагов. По ходу игры к нему могут присоединиться спутники, если он позволит им вступить к нему в отряд. Помимо Крагов игрок узнаёт о Секах, другой вражеской расе, которая угрожает Королевству Эйб. В Dungeon Siege нет уровней, миссий, это сюжетная и непрерывная область без загрузки экрана, мир, по которому игрок путешествует, сражаясь с большим количеством врагов. Игроку доступно управление всеми персонажами, вступившими в отряд, он контролирует их тактику, оружие и использование магии.
Dungeon Siege была первой игрой студии Gas Powered Games, которая была основана в мае 1998 года Крисом Тейлором, который работал дизайнером для стратегии Total Annihilation. Музыка была создана Джереми Соулом, который также работал для Total Annihilation. Gas Powered Games хотели создать такую игру, которая бы держала игрока в игре в течение всего действия.
Игра была высоко оценена критиками. Metacritic причислил игру к одной из лучших игр 2002 года, в рейтинге она получила 21 место, уступив Neverwinter Nights. Было продано более 1,7 миллиона копий игры. Dungeon Siege была номинирована Академией интерактивных искусств и наук на премию «Игра года: Ролевая игра». Gas Powered Games допустили создание и выпуск инструментов, которые игроки могли бы использовать для создания модов для игры. Дополнение Dungeon Siege: Легенды Аранны было выпущено в 2003 году, в рамках франшизы были разработаны продолжения, состоящие из Dungeon Siege II и дополнения к ней Dungeon Siege II: Broken World, игра для PlayStation Portable под названием Dungeon Siege: Throne of Agony и завершающая трилогию Dungeon Siege III. По игре была выпущена трилогия фильмов, первый из которых, Во имя короля: История осады подземелья, был воодушевлён сюжетом игры Dungeon Siege, далее сиквел Во имя короля 2 и последний Во имя короля 3.

## Отзывы
| Сводный рейтинг       | Сводный рейтинг |
| Агрегатор             | Оценка          |
| --------------------- | --------------- |
| GameRankings          | 85,76 %         |
| Русскоязычные издания |                 |
| Издание               | Оценка          |
| «Страна игр»          | 8,0/10          |

Игра заняла третье место в номинации «Лучшая RPG» (2002) журнала «Игромания».